# Offensiva di Ghazni
L'offensiva di Ghazni è iniziata il 10 agosto 2018, quando i combattenti talebani hanno lanciato un assalto alla città di Ghazni, la sesta città più grande dell'Afghanistan e che è stata culturalmente e strategicamente importante per gran parte della storia del paese. L'attacco ha provocato la morte di centinaia di insorti, soldati, polizia e civili. La città ha anche subito danni materiali su larga scala. La battaglia, che si è verificata solo alcune settimane prima delle elezioni parlamentari del 2018 in Afghanistan, è stata la più grande da quando una tregua di tre giorni a giugno aveva suscitato speranze di colloqui di pace.
La battaglia faceva parte di una più ampia offensiva coordinata dei talebani che ha ucciso centinaia di soldati e poliziotti afgani e ha permesso ai talebani di catturare diverse basi e distretti governativi.
La situazione della sicurezza nella città di Ghazni e nell'omonima provincia è crollata rapidamente nel 2017 e all'inizio del 2018. Nei mesi precedenti alla battaglia, ci furono numerosi rapporti sull'aumento dell'attività dei ribelli talebani nella città e nei distretti della provincia di Ghazni. Sono state riportate classiche tattiche di insurrezione come attacchi a dipendenti del governo locale, tassazione forzata della popolazione locale e l'istituzione di posti di blocco da parte di combattenti ribelli. Durante i mesi di maggio e giugno 2018 nella provincia di Ghazni, i talebani hanno tagliato l'autostrada 1 (che collega Kabul e Kandahar, le più grandi città dell'Afghanistan) ei talebani hanno costretto gli utenti della strada a pagare una tassa per poterla utilizzare. Altri rapporti hanno indicato che entro il maggio 2018 si diceva che i talebani "controllassero la rete stradale in città ... vivessero apertamente in un quartiere, riscuotessero tasse, assassinassero personale di sicurezza e funzionari governativi, e applicassero il loro duro marchio di legge islamica".